# Бенгельсдорф, Розалинда
Розалинда Бенгельсдорф (англ. Rosalind Bengelsdorf, 30 апреля 1916, Нью-Йорк, Нью-Йорк — 10 февраля 1979) — американская художница, искусствовед и педагог. Она также известна как Розалинда Бенгельсдорф Браун и Розалинда Браун.

## Биография
Розалинда Бенгельсдорф родилась 30 апреля 1916 года в Нью-Йорке, штат Нью-Йорк.
Подростком (1930–1934) она училась в Лиге студентов-художников Нью-Йорка с Джоном Стюартом Карри, Рафаэлем Сойером, Энн Голдтуэйт и Джорджем Бриджменом. В 1935 году она присоединилась к мастерской художника Ханса Хофмана. У неё росло убеждение, что плоскость изображения — это «живая реальность» форм, энергий и цветов. Из-за этой веры Гофман стал для неё наставником за преданность живописи как самостоятельному объекту. Как и Гофман, она считала, что «формы, составляющие картину в дальнейшем, представляют собой не что иное, как картину». При его поддержке она начала объединять идею о том, что пространство наполнено «бесчисленными бесконечно малыми подразделениями», которые превратились в вибрирующее взаимодействие элементов в её работе. Она чувствовала, что художник-абстракционист наблюдает за миром и природой, разрывая их на части и собирая заново уникальным способом.
В 1936 году она начала работать художником-монументалистом Федерального художественного проекта WPA вместе с Бургойном Диллером в Центральном доме престарелых на острове Велфер. Фреска под названием «Абстракция» (сейчас уничтожена) уравновешивает простые геометрические формы за счёт положения и цвета.
Бенгельсдорф вышла замуж за художника Байрона Брауна в 1940 году. Супруги согласились, что в семье должен быть только «один художник», поэтому Бенгельсдорф перестала рисовать и продолжила преподавать и заниматься литературным творчеством. Она возобновила рисование после смерти мужа в 1961 году.
Основательница организации American Abstract Artists, Бенгельсдорф отстаивала интересы абстрактного искусства на протяжении всей своей карьеры.

## Коллекции
Документы Розалинды Бенгельсдорф Браун и устное историческое интервью 1968 года находятся в Архивах американского искусства. Её работы включены в коллекции Музея американского искусства Уитни, Метрополитен-музея в Нью-Йорке, Национальной галереи искусств в Вашингтоне, Музея современного искусства в Нью-Йорке и Смитсоновского музея американского искусства.